# Xã Godair, Quận Pemiscot, Missouri
Xã Godair (tiếng Anh: Godair Township) là một xã thuộc quận Pemiscot, tiểu bang Missouri, Hoa Kỳ. Năm 2010, dân số của xã này là 287 người.